# Suchmaschinenranking
Das Suchmaschinenranking bezeichnet die Reihenfolge, in der die bei der Benutzung der Suchmaschine ermittelten Ergebnisse aufgeführt werden. Diese Rangordnung wird durch den Suchmaschinenbetreiber festgelegt und hat das Ziel, dem Suchenden Seiten mit größtmöglicher Relevanz zu präsentieren. Die Seiten, auf denen die Suchergebnisse dargestellt werden, nennt man auch Search Engine Result Pages, kurz SERPs. Da SERPs nach dem Prinzip der Top-N-Anfrage arbeiten, ist für einen Website-Betreiber von entscheidender Bedeutung, dass die Seite unter den ersten N, beispielsweise 10, Ergebnissen genannt wird.

## Kriterien
Ein wichtiges Kriterium für die Einstufung sind die Anzahl und die Qualität der Verweise. Je mehr adäquate Links im Internet auf die betreffende Webseite verweisen, desto besser wird sie eingestuft. Den Indikator dafür nennt man Linkpopularität. Google gibt die Linkpopularität durch den PageRank wieder.
Eine höhere Übereinstimmung zwischen Suchbegriff und dem Inhalt der Website hat ebenfalls positiven Einfluss auf die Rangfolge. Wie stark die unterschiedlichen Kriterien für das Ranking von den Suchmaschinen herangezogen werden, ist meist ein Firmengeheimnis der Betreiber.
Google selbst gibt insgesamt mehr als 200 Faktoren an, welche die Rangordnung beeinflussen. Allerdings werden weder die Faktoren noch deren Gewichtung von Google veröffentlicht.
Mittlerweile werden Suchergebnisse bei Google anhand der Suchhistorie, dem lokalen Aufenthaltsort und weiteren Faktoren personalisiert ausgegeben. Daher können sich Suchmaschinenrankings beim gleichen Suchbegriff je nach Anfrage stark unterscheiden.

## Beeinflussung
Die Suchmaschinenoptimierung befasst sich mit Maßnahmen zur Verbesserung des Suchmaschinenrankings. Suchmaschinenbetreiber wie z. B. Google beschreiben in ihren Qualitätsrichtlinien, welche Maßnahmen konform sind und welche nicht. Der häufig verwendete Begriff „illegal“ trifft hier nicht zu, da die Qualitätsrichtlinien keine rechtlich verbindlichen Gesetze, sondern Richtlinien eines Privatunternehmens darstellen. Unerwünschte Maßnahmen bezeichnet man als Suchmaschinen-Spamming. Durch die ständige Weiterentwicklung der Suchmaschinenalgorithmen der Suchmaschinenbetreiber wird versucht, bewusste und aktive Maßnahmen zur Ranking-Optimierung zu erkennen. Fallen unerwünschte Tricks zum Erhöhen der Rangordnung auf, werden die betreffenden Seiten negativ bewertet und gegebenenfalls aus dem Index der Suchmaschine ausgeschlossen, wodurch sie für Suchende nicht mehr auffindbar sind.
Da die Rangfolge maßgeblich für den Erfolg einer Website sein kann, ist es bei einigen Suchmaschinen möglich, sich eine hohe Platzierung zu erkaufen (Sponsorenlinks).